# صامويل ناماني
صامويل ناماني (بالإنجليزية: Samuel Nnamani)‏ (3 يونيو 1995 بلاغوس في نيجيريا - ) هو لاعب كرة قدم نيجيري في مركز الهجوم. لعب مع نادي ياغودينا وFK Donji Srem ‏ وFK Sloga Petrovac na Mlavi ‏.

## وصلات خارجية
- صامويل ناماني على موقع اتحاد السويد (السويدية)
- صامويل ناماني على موقع دوري كوريا الجنوبية (الإنجليزية)
- صامويل ناماني على موقع قاعدة بيانات كرة القدم.إي يو (الإنجليزية)
- صامويل ناماني على موقع Soccerway.com (الإنجليزية)
- صامويل ناماني على موقع عالم كرة القدم.نت (الإنجليزية)